# Il fantasma di Mozart
Il fantasma di Mozart è un romanzo di Laura Mancinelli pubblicato nel 1986.

## Trama
(Incipit, Laura Mancinelli)
Una giovane donna viene disturbata al telefono, quando risponde sente solo brani della musica di Mozart secondo un ordine prestabilito; una volta la Serenata Haffner e una volta dopo un minuetto preso dal Don Giovanni.
La protagonista cerca così di smascherare il personaggio misterioso. La storia prende così i ritmi di un'opera divertente, sullo sfondo di una Torino magica e oscura.
L'indagine sull'identità di questo "fantasma" che occupa l'intera prima parte del romanzo mette in luce tutta una serie di personaggi e situazioni surreali e caricaturali, ma un improvviso guasto delle linee telefoniche finisce per mettere a tacere anche le chiamate.

## Opere derivate
Nel marzo 2021 un'iniziativa dal nome «Mozart a Torino» nata dalla collaborazione di Unione Musicale, Conservatorio Giuseppe Verdi e Teatro Stabile in occasione del 250º anniversario del soggiorno del giovane compositore proprio nella città sabauda, ripropone con letture in forma di “concerto narrato” dell'attrice e regista Olivia Manescalchi alcuni brani tratti da: Amadé, Il fantasma di Mozart e dal breve racconto intitolato L'ultimo postiglione.

## Edizioni
- Il fantasma di Mozart, collana Nuovi Coralli n.372, Einaudi, 1986.
- Il fantasma di Mozart (e altri racconti), collana ET Letteratura n.231, Einaudi, 1994.
- Il fantasma di Mozart, collana Collezione d'autore, La Stampa, 2005.
- Il fantasma di Mozart e altri racconti, collana ET Scrittori, Einaudi, 2005.
- (DE)  Mozart in Turin? – Eine Liebesgeschichte, traduzione di Sigrid Vagt, Arche, 1987.
- (FR)  Le Fantôme de Mozart, traduzione di Bruno Cocquio, Solin, 1989.